# NGC 4932
NGC 4932 في الفهرس العام الجديد، هي مجرة، تقع في كوكبة السلوقيان. اكتشفت في 26 أبريل 1789 بواسطة ويليام هيرشل.

## روابط خارجية
- NGC 4932 على موقع ويكي سكاي: DSS2, SDSS, GALEX, IRAS, Hydrogen α, X-Ray, Astrophoto, Sky Map, Articles and images